# Szelestény
A Szelestény régi magyar személynév, amit a 19. században a Celesztin névvel azonosítottak. Valószínűleg azonban szláv eredetű, és a jelentése talán falu lakója, falusi.

## Gyakorisága
Az 1990-es években szórványos név, a 2000-es években nem szerepel a 100 leggyakoribb férfinév között.

## Névnapok
Ajánlott névnap
- szeptember 12.[2]